# Carlos Leon
Carlos Manuel León (* 10. Juli 1966 in Kuba) ist ein kubanischer Theater- und Filmschauspieler sowie ehemaliger Personaltrainer. Er wirkte vor allem in einzelnen Episoden verschiedener US-amerikanischer Kriminalserien mit.

## Leben
Leon arbeitete vor seiner Schauspielkarriere als Fitness- und Personaltrainer. Erste internationale Bekanntheit erlangte er zwischen 1994 und 1997 als Lebensgefährte der Pop-Sängerin Madonna, die er durch seine Tätigkeit kennenlernte. Die beiden bekamen 1996 eine gemeinsame Tochter, die Sängerin und das Model Lourdes Maria Ciccone Leon. Knappe sieben Monate nach ihrer Geburt trennte sich das Paar wieder. Seit dem 13. Juli 2013 befindet er sich in zweiter Ehe mit der Dänin Betina Holte. Die beiden sind Eltern eines Sohnes.
Von 1996 bis 1997 verkörperte er die Rolle des Freddie in drei Episoden der Fernsehserie Nash Bridges und wagte dadurch den Schritt als Schauspieler. 1998 übernahm er Nebenrollen in den Filmen The Replacement Killers – Die Ersatzkiller und The Big Lebowski. Von 2000 bis 2003 war er in der Rolle des Carlos Martinez in der Fernsehserie Oz – Hölle hinter Gittern zu sehen. Er war in den Pilotfolgen der Fernsehserien The Strip und Jonny Zero zu sehen, die es aber nie in die endgültige Produktion schafften. Er wirkte als Episodendarsteller in namhaften Fernsehserien wie Criminal Intent – Verbrechen im Visier, CSI: Miami oder CSI: NY mit. Seit 2006 ist er verstärkt im Broadway als Bühnendarsteller zu sehen. 2008 übernahm er eine der Hauptrollen in dem Horrorfilm Auf der Jagd nach der Monster Arche.

## Filmografie
- 1996–1997: Nash Bridges (Fernsehserie, 3 Episoden)
- 1998: The Replacement Killers – Die Ersatzkiller (The Replacement Killers)
- 1998: The Big Lebowski
- 1999: Wishmaster 2 – Das Böse stirbt nie (Wishmaster 2: Evil Never Dies)
- 1999: The Last Marshal
- 1999: Bad Trip – Eine chaotische Reise (Tyrone)
- 2000: The Strip (Fernsehserie, Pilotfolge)
- 2000: Law & Order (Fernsehserie, Episode 11x01)
- 2000: Law & Order: Special Victims Unit (Fernsehserie, Episode 2x05)
- 2000–2003: Oz – Hölle hinter Gittern (Oz) (Fernsehserie, 10 Episoden)
- 2001: 'R Xmas
- 2001: Blasphemy the Movie
- 2002: Imperium – Zwei Welten prallen aufeinander (Empire)
- 2002: Freax and the City (Big Apple)
- 2002: Criminal Intent – Verbrechen im Visier (Law & Order: Criminal Intent) (Fernsehserie, Episode 2x04)
- 2003: Anne B. Real
- 2003: Law & Order (Fernsehserie, Episode 13x23)
- 2004: Der Dämon in mir (The Woodsman)
- 2004: She Hate Me
- 2005: Jonny Zero (Fernsehserie, Pilotfolge)
- 2005: CSI: Miami (Fernsehserie, Episode 4x07)
- 2005: CSI: NY (Fernsehserie, Episode 2x07)
- 2006: Criminal Intent – Verbrechen im Visier (Law & Order: Criminal Intent) (Fernsehserie, Episode 6x01)
- 2007: The Cry
- 2008: The Echo
- 2008: Auf der Jagd nach der Monster Arche (Monster Ark) (Fernsehfilm)
- 2008: Law & Order (Fernsehserie, Episode 19x02)
- 2008: Law & Order: Special Victims Unit (Fernsehserie, Episode 10x07)
- 2008: Tricks of a Woman
- 2010: Alles Betty! (Ugly Betty) (Fernsehserie, Episode 4x13)
- 2010: Immigration Tango
- 2010: White Collar (Fernsehserie, Episode 2x04)
- 2011: Smoking Nonsmoking
- 2013: Tio Papi
- 2014: Reflecting Adrianne (Kurzfilm)
- 2015: Person of Interest (Fernsehserie, Episode 4x16)
- 2015: Thinking with Richard
- 2016: Blue Bloods – Crime Scene New York (Blue Bloods) (Fernsehserie, Episode 7x04)
- 2019: Clinton Road